# Tito Guízar
Federico Arturo Guízar Tolentino (Guadalajara, 8 de abril de 1908-San Antonio, 24 de diciembre de 1999), conocido como Tito Guízar, fue un actor y cantante mexicano. Su trabajo más importante lo realizó protagonizando, junto a Esther Fernández, la película Allá en el Rancho Grande (1936), misma que se convirtió en la primera en representar a México internacionalmente, además de ser considerada como la producción iniciadora de la Época de Oro del cine mexicano.

## Biografía y carrera
Federico Arturo Guízar Tolentino nació el 8 de abril de 1908 en Guadalajara, Jalisco, México, hijo de José María Guízar y Valencia, quien era oriundo de Cotija de la Paz, Michoacán, y era hermano del obispo Rafael Guízar y Valencia, beatificado por Juan Pablo II, y canonizado por Benedicto XVI. Su madre fue Adela Tolentino de Guízar, a quien le gustaba mucho la música mexicana y fue la que le dio a Guízar el gusto por este arte. Además, fue primo hermano de Pepe Guízar, el famoso compositor de la canción «Guadalajara», y de la actriz Susana Guízar.
En 1924, su tío Francisco Tolentino era gobernador interino del estado de Jalisco; con sus contactos, el político logró que el sobrino de 16 años debutase breve pero exitosamente como cantante en el teatro Degollado de Guadalajara. 
Tuvo como maestros a reconocidos cantantes mexicanos e italianos, incluido el célebre tenor de Ópera Tito Schipa (por quién él adoptaría el seudónimo de "Tito", en homenaje a su querido maestro). Años más tarde, Tito llegaría a presentarse en el Carnegie Hall de Nueva York.  En la película Marina (1945), versión de la homónima zarzuela, y acompañado de la soprano Amanda Ledesma, Tito muestra aceptables dotes de tenor lírico.
Fue protagonista de una  de las primeras películas nacionales que trascendió fronteras: Allá en el Rancho Grande, con Esther Fernández como dama joven.
En los años treinta despega la carrera de Guízar en Hollywood. Fue conductor durante siete años de uno de los primeros programas bilingües de la radio estadounidense en la cadena CBS. En ese tiempo actuó en varias películas de Paramount Pictures como protagonista, alternando con actores ya famosos como Bob Hope, W.C. Fields, Virginia Bruce, Dorothy Lamour y Ray Milland.
Continuó su carrera hasta avanzada edad cantando en palenques y centros nocturnos, así como actuando en la televisión.
Es recordado por las generaciones más jóvenes por su entrañable participación en Marimar como el abuelo "Pancho" al lado de Thalía y también como "Panchito" el jardinero de la Mansión Bracho en La Usurpadora con Gabriela Spanic y Fernando Colunga.

### Muerte
El 24 de diciembre de 1999, Guízar falleció en San Antonio, Texas, Estados Unidos, a los 91 años de edad. Su cuerpo fue repatriado a México y enterrado en la parcela de la Asociación Nacional de Actores (ANDA) del Panteón Jardín, ubicado en Ciudad de México.

## Filmografía

### Cine
- Allá en el rancho de las flores (1983)
- The Time and the Touch (1962) .... Max
- Locos por la televisión (1958)
- Música en la noche (1958)
- Música y dinero (1958)
- Locura musical (1958)
- Los hijos de Rancho Grande (1956)
- El pecado de ser mujer (1955)
- El plagiario (1955)
- De ranchero a empresario (1954)
- Sindicato de telemirones (1954)
- De Tequila, su mezcal (1950)
- Ahí viene Vidal Tenorio (1949)
- En los altos de Jalisco (1948)
- El gallero (1948) .... Gabriel
- Tropical Masquerade (1948) .... Fernando/Julio (Dos personajes)
- The Gay Ranchero (1948) .... Nicci López
- On the Old Spanish Trail (1947) .... Rico/The Gypsy
- The Thrill of Brazil (1946) .... Tito Guizar
- Mexicana (1945) .... 'Pepe' Villarreal
- ¡Como México no hay dos! (1945)
- Marina (1945)
- Adiós, mariquita linda (1944)
- Brazil (1944) .... Miguel Soares
- Amores de ayer (1944)
- ¡Qué lindo es Michoacán! (1943)
- Blondie Goes Latin (1941) .... Manuel Rodríguez
- Allá en el Trópico (1940) .... José Juan García
- De México llegó el amor (1940)
- The Llano Kid (1939) .... The Llano Kid
- El rancho del pinar (1939) .... Alberto Galindo
- Papá soltero (1939)
- St. Louis Blues (1939) .... Rafael San Ramos
- El trovador de la radio (1938) .... Mario del Valle
- Mis dos amores (1938) .... Julio Bertolín
- Tropic Holiday (1938) .... Ramón
- Amapola del camino (1937) .... Antonio Rosales
- Allá en el Rancho Grande (1936) .... José Francisco Ruelas
- Under the Pampas Moon (1935) .... Cantante de café

### Televisión
- Derbez en cuando (1999) .... Él mismo (Además hizo su última aparición en Marilyn Menson y los Rolling Gags)
- El privilegio de amar (1998-1999) .... Agustín García
- La usurpadora (1998) .... Don Panchito
- Mujer, casos de la vida real (1997)
- María la del barrio (1995-1996) .... Padre Honorio
- Bajo un mismo rostro (1995)
- Marimar (1994) .... Papá Pancho Pérez
- De pura sangre (1985-1986) .... Juan
- El jugador de Ugo Betti (1967)
- The Chevy Show (1960)

## Premios

### Premios TVyNovelas
| Año  | Premio                                |
| ---- | ------------------------------------- |
| 1995 | Reconocimiento trayectoria como actor |